# 제6공수사단의 센강 진격
제6공수사단의 센강 진격은 오버로드 작전 말기에 제6공수사단이 센강 일대를 장악하기 위해 벌인 전투로, 팔레즈 포위전 이후인 1944년 8월 22일부터 8월 30일까지 이어졌다. 1944년 8월 25일 제6공수사단은 옹플뢰르를 해방했고, 8월 26일에는 폰트오드메르와 풀베크를 점령했다. 
리처드 넬슨 게일이 이끄는 제6공수사단은 1944년 6월 6일 노르망디 상륙 당시 노르망디에 처음으로 도착한 연합군 부대 중 하나였고, 노르망디 침공 지역의 좌완을 성공적으로 방어했다. 독일군은 2개의 보병사단 과 1개의 기갑사단을 파견해 제6공수사단을 격퇴하려 했지만 제6공수사단은 지역을 방어하는데 성공했고, 1944년 8월 7일 제6공수사단의 진격을 준비하라는 명령을 받았다. 제6공수사단의 작전 목표는 센강이었다. 제6공수사단의 진격을 지원하기 위해 제1특수임무여단과 제4특수임무여단 그리고 독립 벨기에 여단과 네덜란드 왕립기계화보병여단이 증원되었고 포병 지원도 증가했다. 센강에 도달하기 위해 제6공수사단은 독일군이 범람시킨 강 2개를 건너야 했고, 오직 2개의 도로만 이용할 수 있었다. 
제6공수사단은 독일군이 후퇴하기 시작한  8월 17일 진격을 시작했다. 소규모 접전을 치른 후, 제6공수사단은 1944년 8월 말 센강에 도착함으로서 임무를 완수했다. 제6공수사단은 센강에서 진격을 멈춘 뒤, 9월 초부터 프랑스에서 철수해 영국으로 귀환했다. 